# География Айовы
Будучи штатом Среднего Запада США, Айова образует мост между лесами на востоке и лугами высокогорных прерий на западе. Его пологий ландшафт медленно поднимается по мере того, как он простирается на запад от реки Миссисипи, которая образует всю его восточную границу. Река Миссури и её приток Биг-Су образуют западную границу, что делает Айову единственным штатом США, границы которого определяются двумя параллельными реками. Айова ограничена штатами Миннесота на севере, Висконсин и Иллинойс на востоке, Миссури на юге и Небраска и Южная Дакота на западе. Де-Мойн, расположенный в юго-центральной части штата, является столицей. Название штата происходит от названия индейского народа Айова, который когда-то населял эту территорию.

## Рельеф
Большая часть ландшафта Айовы представляет собой пологие холмы или плоские равнины. Высота над уровнем моря в штате обычно увеличивается с востока-юго-востока на запад-северо-запад. Самая низкая точка находится в городе Киокак на крайнем юго-востоке Айовы, где река Де-Мойн впадает в Миссисипи, на высоте всего 480 футов (146 метров) над уровнем моря. Самая высокая точка, Хокай-Пойнт, находится на северо-западе Айовы на высоте 1677 футов (511 метров).
Рельеф штата и его плодородные почвы являются продуктами континентальных ледяных щитов, которые периодически покрывали штат в эпоху плейстоцена (примерно 2 600 000—11 700 лет назад). Иллинойский ледяной щит покрывал небольшую территорию на юго-востоке и на крайнем востоке Айовы, тем самым изменяя направление реки Миссисипи и создавая долину вдоль её западного фронта, которую можно увидеть до сих пор. Около 20 000—25 000 лет назад Висконсинский ледяной щит сместился на юг выступом, который заканчивался примерно на месте современного города Де-Мойн. Выступ Де-Мойна начал свое окончательное отступление около 13 000—14 000 лет назад. Последние два этапа оледенения сопровождались обширными отложениями переносимого ветром ила, или лёсса. На протяжении тысячелетий преобладающие западные ветры переносили лёсс с западных равнин в Айову по мере отступления ледников. На крайнем западе Айовы лёссовые отложения накапливались, образуя то, что сегодня известно как Лёссовые холмы — ряд обрывов высотой от 30 до 60 метров над долиной реки Миссури. На большей части остальной территории штата лёсс накапливался в меньших количествах. Сочетание лёсса и степных трав способствовало образованию необычайно плодородной почвы на большей части территории Айовы.
Самый разнообразный рельеф Айовы — это район Дрифтлесс, сухая возвышенность, обойдённая ледниками, расположенная недалеко от реки Миссисипи на северо-востоке штата. Притоки Миссисипи глубоко врезаются в коренные породы. Обрывы реки Миссисипи возвышаются над долиной на 90–120 метров, а сеть притоков создаёт живописный холмистый ландшафт.